# John Pope (General)

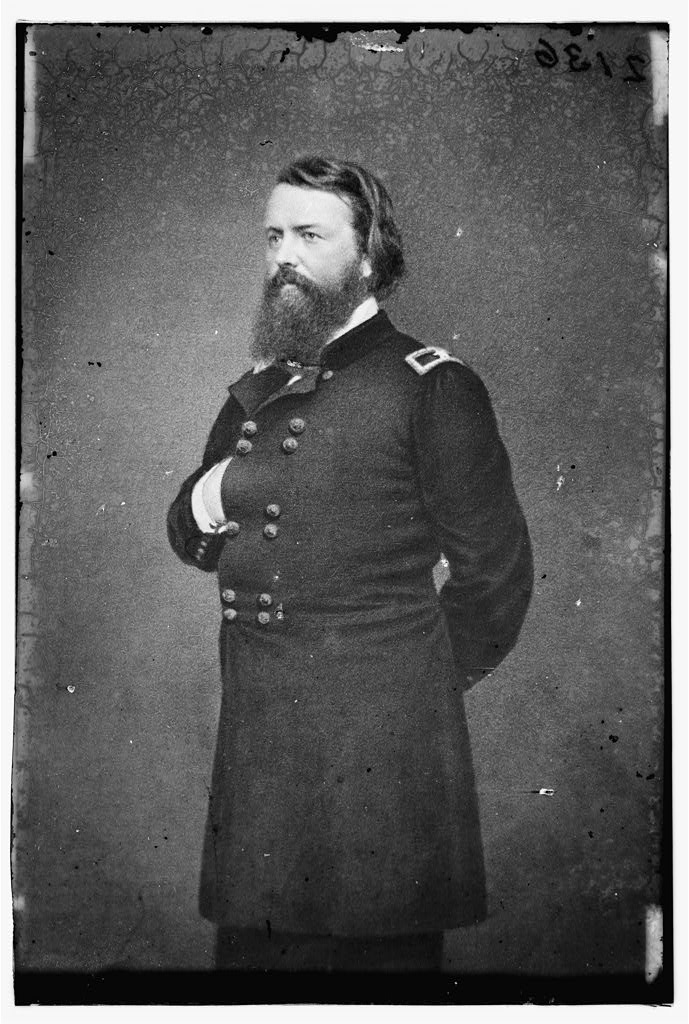
Generalmajor John Pope

John Pope (* 16. März 1822 in Louisville, Kentucky; † 23. September 1892 in Sandusky, Ohio) war General des US-Heeres. Während des Amerikanischen Bürgerkrieges führte Pope im ersten Kriegsjahr Truppen auf dem westlichen Kriegsschauplatz überaus erfolgreich. Sein Name ist untrennbar mit der Niederlage in der Zweiten Schlacht am Bull Run auf dem östlichen Kriegsschauplatz verknüpft. Pope setzte seine Karriere als Berufssoldat nach dem Bürgerkrieg in den Indianer-Kriegen fort.

## Elternhaus und militärische Karriere
Pope war der Sohn Nathaniel Popes, eines bekannten Bundesrichters des 1809 gegründeten Illinois-Territoriums und Freundes Abraham Lincolns, und seiner Frau Lucretia, geborene Backus. John Pope war der Schwippschwager von Manning Force, der später als General in der Unionsarmee diente, und zudem weitläufig mit Mary Todd Lincoln verwandt.
Pope wurde 1838 an die Militärakademie in West Point, New York berufen. Die Ausbildung schloss er am 1. Juli 1842 als 17. in einer Klasse von 56 Absolventen ab und wurde als Brevet Leutnant der Topographietruppe zugeteilt, die damals Elitestatus genoss. Pope diente in Florida und war anschließend bei der Vermessung der nordöstlichen Grenzlinie zwischen den Vereinigten Staaten und Kanada eingesetzt. Zum Leutnant der regulären Armee wurde er am 9. Mai 1846 befördert.
Pope focht im Mexikanisch-Amerikanischen Krieg unter Zachary Taylor in den Schlachten von Monterrey und Buena Vista. Für seine Leistungen während des Krieges erhielt er die Brevet-Beförderungen zum Oberleutnant und später zum Hauptmann. Den Dienstgrad Oberleutnant der regulären Armee erlangte Pope am 3. März 1853, den des Hauptmanns am 1. Juli 1856.
Pope diente nach dem Krieg als Vermesser in Minnesota. 1850 wies er die Befahrbarkeit des Red River in Louisiana, Arkansas und Texas nach. Pope war von 1851 bis 1853 Chef-Topograf des neunten Wehrbezirks des Wehrbereichs New Mexico und verbrachte die nächsten Jahre mit der Vermessung einer möglichen Route für die Pacific Railroad. 1859 wechselte er nach Cincinnati, Ohio. Popes neues Aufgabengebiet umfasste die Planung von Leuchttürmen im Gebiet der Großen Seen. Am 15. September heiratete er Clara Horton, die Tochter eines einflussreichen Kongressabgeordneten. Aus der Ehe gingen fünf Kinder hervor.
John Pope wird als geselliger Mensch mit bissigem Humor beschrieben, belesen, mutig und energisch. Andererseits neigte er zur Impulsivität, war streitsüchtig, übersteigert ehrgeizig, eitel und selbstgerecht. Er stand im Ruf eines großmäuligen Flunkerers, dessen schroffes, aggressives Gebaren auf viele seiner Zeitgenossen abstoßend wirkte. Ein Korrespondent des New York Herald, Henry Villard, nannte Pope einen fähigen Mann und guten Soldaten.

“but he talked too much of himself, of what he could to and of what ought to be done; and he indulged, contrary to good discipline and all propriety, in very free comments upon superiors and fellow-commanders.”

„aber er sprach zu viel über sich selbst, über das, was er tun könnte und was getan werden sollte; und entgegen guter Disziplin und jenseits allen Anstandes frönte er sehr freimütigen Äußerungen über seine Vorgesetzten und gleichgestellte Offiziere.“

## Im Sezessionskrieg

### Erste Verwendung auf dem Kriegsschauplatz Trans-Mississippi
Nach der Wahl Lincolns zum Präsidenten war Pope einer der vier Offiziere, die von Lincoln ausgewählt wurden, um ihn nach Washington, D.C. zu eskortieren. Popes Bitte, Lincoln weiterhin als Gehilfe dienen zu dürfen, wurde indes abgelehnt. Vielmehr wurde Pope am 14. Juni 1861 rückwirkend zum 17. Mai zum Brigadegeneral der Freiwilligen befördert und zum Kommandeur des Wehrbezirks nördliches Missouri ernannt.
In dem von Generalmajor John C. Frémont befehligten Wehrbereich West übernahm Pope das Kommando zunächst über den Wehrbezirk nördliches Missouri und später den Bezirk mittleres Missouri. Mit für die Zeit ungewöhnlichen Maßnahmen befriedete er den Wehrbezirk: So machte er die Anrainer der North Missouri Eisenbahnlinie für die Unversehrtheit aller Anlagen innerhalb eines Streifens von fünf Meilen beiderseits der Trasse verantwortlich. Bei erfolgten Zerstörungen verpflichtete er die Städte und Bürger, mit ihrem Eigentum für Schäden einzustehen. Nach einem Überfall auf einen Transportzug durch Plünderer, bei dem jeweils ein Soldat getötet und verwundet wurde, legte er dem Marion County, Missouri und der Stadt Palmyra, Missouri eine Strafe von $ 10.000 und $ 5.000 auf, wenn nicht alle an dem Überfall Beteiligten innerhalb von sechs Tagen ausgeliefert würden.
Popes Beziehung zu Frémont entwickelte sich problematisch. Wie aus seiner Korrespondenz ersichtlich wird, verachtete Pope seinen Vorgesetzten, den er für überfordert hielt. „[Frémont] appeared to be dazed with the confusion and excitement around him, and but imperfectly to realize the situation and its necesseties“, schrieb Pope im Jahre 1890. (dt.: „[Frémont] schien von der Verwirrung und der Aufregung um ihn herum benommen und sich der Situation und ihrer Erfordernisse nicht vollkommen bewusst zu sein“.) Frémont wiederum misstraute Pope und verdächtigte diesen, seine Stellung zu unterminieren. Nach der Niederlage von Wilson’s Creek am 10. August 1861 und der Einnahme von Lexington, Missouri durch den Befehlshaber der pro-konföderierten Missouri State Guard, Generalmajor Sterling Price, am 20. September 1861 geriet Frémont verstärkt unter Druck. Pope begann hinter den Kulissen gegen Frémont zu intrigieren, damit dieser seines Postens enthoben und er zu dessen Nachfolger ernannt werde. Als der politisch wie militärisch glücklos agierende Frémont am 2. November 1861 schließlich abgesetzt wurde, ging das vorübergehende Kommando den Regularien entsprechend an den dienstältesten Generalmajor und Verbündeten Popes, David Hunter.
Pope zwang schließlich die Konföderierten unter Sterling Price zum Ausweichen nach Süden, wobei ihm während des Gefechts am Blackwater Creek am 18. Dezember 1861 die Gefangennahme von 1.500 Konföderierten gelang. Pope meldete den Erfolg am 19. Dezember voraus und am 23. Dezember 1861 ausführlich dem Nachfolger Hunters, Generalmajor Henry Halleck. Gleichzeitig erwarb sich Pope bereits früh im Krieg den Ruf eines Prahlers, indem er das Interesse der Presse an dem kleineren Erfolg weckte.

### Verwendung auf dem westlichen Kriegsschauplatz

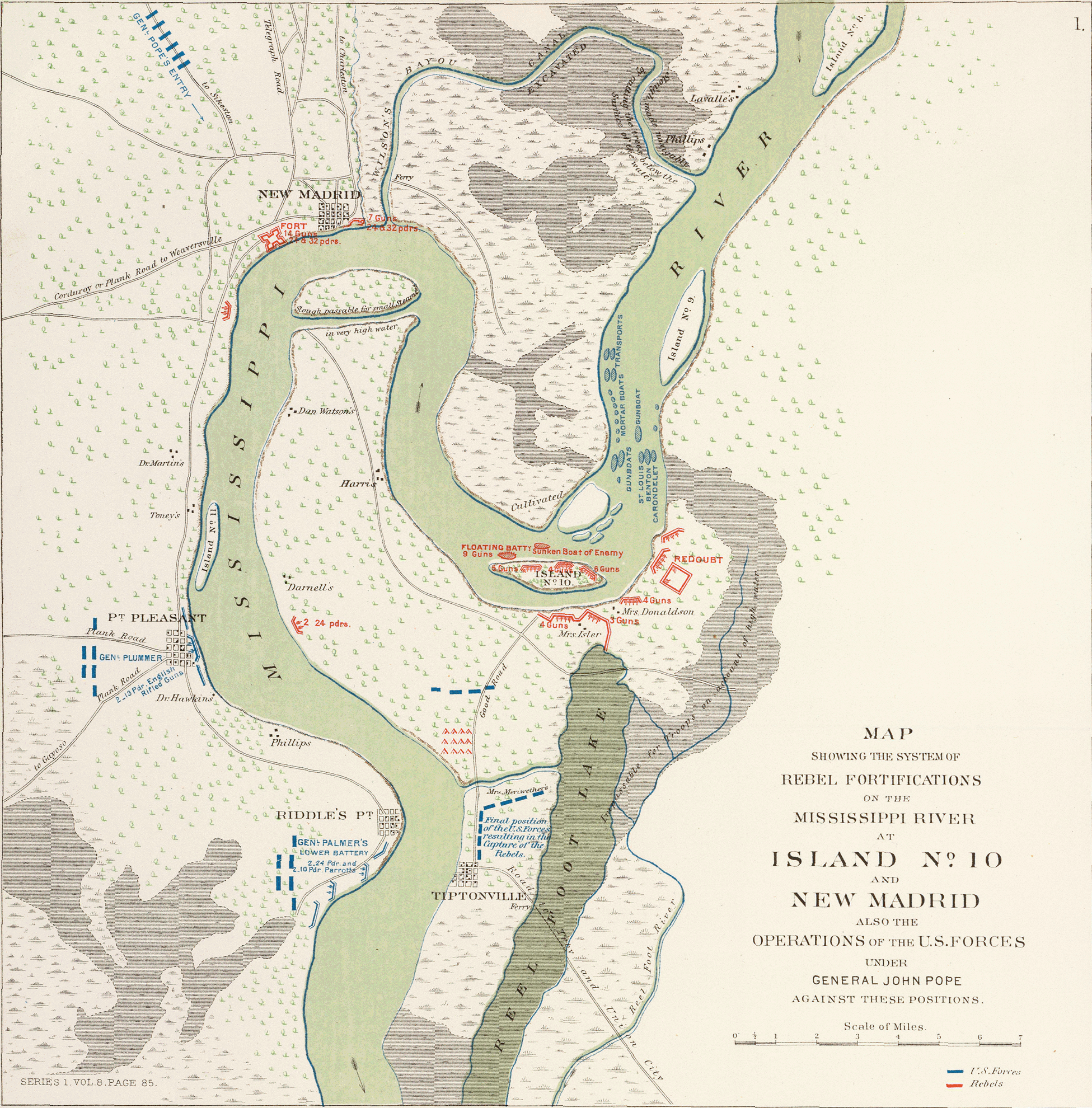
Belagerung und Einnahme von New Madrid und Island No. 10

Halleck, der Nachfolger Frémonts, betraute Pope am 23. Februar 1862 mit dem Kommando über die Mississippi-Armee. Er sollte mit 25.000 Mann die konföderierten Stützpunkte entlang des Mississippi vernichten. Die Armee verließ Commerce, Missouri am 28. Februar und belagerte New Madrid, Missouri vom 3. – 14. März 1862. Um die stark befestigte Insel No. 10, die flussaufwärts New Madrids lag, umgehen zu können, legten Pioniere einen Kanal auf dem rechten Ufer an. Nach der Einnahme der Stadt setzte Pope mit der Mississippi-Armee flussabwärts New Madrids über den Mississippi und belagerte Island No. 10 gemeinsam mit Schiffen der Mississippiflotille unter dem Kommando von Andrew Hull Foote vom 15. März – 7. April. Die Konföderierten, 12.000 Soldaten und 58 Kanonen, ergaben sich am 8. April 1862. Damit hatte Pope die Voraussetzungen für das weitere Vorgehen entlang des Mississippi nach Süden bis Memphis geschaffen. Aufgrund seiner hervorragenden Leistungen bei der Eroberung New Madrids und Island No. 10 wurde Pope am 21. März 1862 zum Generalmajor der Freiwilligen befördert.
Innerhalb von 14 Tagen verlegte Halleck die Mississippi-Armee zur Unterstützung der Ohio- und der Tennessee-Armee nach Pittsburg Landing am Tennessee. Halleck griff mit insgesamt 120.000 Mann mit Popes Mississippi-Armee auf dem linken Flügel am 29. April die Konföderierten in Corinth, Mississippi an. Nach der Einnahme von Corinth am 30. Mai wurde der „Held von Island No. 10“ – Pope – am 26. Juni in den Osten beordert und übernahm das Kommando über die neu aufgestellte Virginia-Armee.

### Zweite Schlacht am Bull Run
Die Konföderierten unter Generalmajor Jackson hatten während des Shenandoah-Feldzuges zahlreiche Siege erfochten und 100.000 Unionssoldaten gebunden, weil es auf Unionsseite keine einheitliche Führung gab. Lincoln rief deshalb Pope vom westlichen Kriegsschauplatz zurück und unterstellte ihm die Korps der Generalmajore Frémont, Banks und McDowell in der neu aufgestellten Virginia-Armee. Die Armee sollte West Virginia und Washington schützen, Jackson ins mittlere Virginia zurückwerfen und anschließend Generalmajor McClellan bei dessen Halbinsel-Feldzug entlasten und Richmond erobern. Da Frémont nicht unter Pope dienen wollte – er war 1861 noch dessen Vorgesetzter gewesen, trat er mit Billigung der Regierung zurück. Sein Nachfolger wurde zunächst Brigadegeneral Rufus King und später Generalmajor Franz Sigel.
Pope erließ zweieinhalb Wochen nach Amtsübernahme einen Armeebefehl, in dem er mit den Erfolgen in seinen vorhergehenden Verwendungen prahlte und die ihm unterstellten Soldaten wegen ihres bisherigen Verhaltens scharf rügte.

“I have come to you form the West, where we have always seen the backs of our enemies; […] Meantime I desire you to dismiss from your minds certain phrases, which I am sorry to find so much in vogue amongst you. […] of ‘lines of retreat,’ and of ‘bases of supplies.’ […] Let us study the probable lines of retreat of our opponents, and leave our own to take care of themselves. Let us look before us, and not behind. Success and glory are in the advance, disaster and shame lurk in the rear.”

„Ich komme aus dem Westen zu euch, wo wir immer nur die Rücken unserer Feinde gesehen haben; […] Unterdessen verlange ich von euch, gewisse Begriffe, die, wie ich bedauerlicherweise feststellen musste, unter euch häufig gebraucht werden, aus euren Gedächtnissen zu streichen. […] von ‚Rückzugslinien‘ und von ‚Nachschubbasen.‘ […] Lasst uns die möglichen Rückzugslinien unserer Gegner studieren und verschwendet keine Gedanken an unsere eigenen. Lasst uns nach vorne schauen und nicht nach hinten. Erfolg und Ruhm liegen im Angriff, Niederlage und Schande lauern hinten.“

Mit dieser abfälligen Meinung über den Kampfwillen der Truppen des östlichen Kriegsschauplatzes machte Pope sich keine Freunde. Generalmajor Fitz-John Porter, Kommandierender General des V. Korps der Potomac-Armee, der Pope später unterstellt wurde, erklärte:

“[Pope] […] written himself down, what the military world has long known, an Ass.”

„[Pope] […] hat sich als der Esel verewigt, als den ihn die militärische Welt seit langem kennt.“

Nach der Übernahme des Kommandos setzte Pope zunächst zwei Korps zum Schutz der Hauptstadt im Shenandoahtal ein. Als er erfuhr, dass der Gegner das Tal verlassen hatte, befahl er die Virginia-Armee in das Piedmont Virginias. Banks II. Korps sollte bis Culpeper vorgehen und von dort aus Raids zum Eisenbahnknotenpunkt Gordonsville durchführen. Pope wurde am 14. Juli zum Brigadegeneral der regulären Armee befördert.
General Lee befahl nach der Sieben-Tage-Schlacht Generalmajor Jackson, den Vormarsch der Virginia-Armee aufzuhalten. Beim Cedar Mountain kam es am 9. August 1862 zur Schlacht, die Jackson nach anfänglichen Erfolgen der Nordstaatler für sich entscheiden konnte. Nach der Schlacht wich die Virginia-Armee an den Rappahannock, Jacksons Korps in den Raum Orange, Virginia aus.
Lee entschloss sich, die Virginia-Armee anzugreifen, bevor die Potomac-Armee Pope auf 150.000 Mann verstärken konnte. Er befahl Jackson mit dem II. Korps mit 24.000 Mann am 25. August, die Unionstruppen zu umgehen, während Generalmajor James Longstreet mit dem I. Korps mit 30.000 Mann Pope weiter binden sollte. Jacksons Truppen plünderten am 27. August die Nachschubbasen der Virginia-Armee in Manassas und Briscoe Station, zerstörten die Eisenbahnverbindungen und wichen nach Nordwesten aus. Als Pope am 27. August in Manassas Station eintraf, gelang es ihm nicht, Jacksons Korps zu stellen. Von Centerville, Virginia versuchte er den vermeintlich auf dem Rückzug befindlichen Jackson zu finden.
McClellan unterstützte Pope mit dem III. (Generalmajor Samuel P. Heintzelman) und V. Korps (Generalmajor Fitz John Porter) der Potomac-Armee, weitere Unterstützung verweigerte er. Am Abend des 28. August entdeckte eine von Popes Divisionen Jacksons Korps. Es kam zum Gefecht bei Groveton, das beiden Seiten große Verluste brachte. Pope, der Jackson in der Falle wähnte, ließ während der Nacht seine Korps heranführen, um am nächsten Morgen anzugreifen.
Jacksons Korps hatte sich entlang einer nicht fertiggestellten Eisenbahntrasse verschanzt. Pope griff am 29. August auf der gesamten Breite der Stellungen Jacksons an. Die Angriffe waren aber nicht koordiniert und erfolgten nacheinander an verschiedenen Orten, so dass die Konföderierten durch Verlagerung des Schwerpunktes und dem Einsatz der letzten Reserven alle Angriffe abwehren konnten. Schließlich waren Popes Kräfte erschöpft. Dass die Virginia-Armee Jackson nicht hatte besiegen können, lag aber nicht nur an der unkoordinierten Angriffsführung, sondern auch an der fehlerhaften Lageeinschätzung und dilettantischen Befehlsgebung Popes.
Pope hatte McDowell (III. Korps, Virginia-Armee) und Porter (V. Korps, Potomac-Armee), die sich südlich der Manassas Gap Eisenbahn befanden, beauftragt, zur gleichen Zeit vorzurücken, anzuhalten, eine Verbindung zum Rest der Armee herzustellen und auf die Eventualität einer Ausweichbewegung über den Bull Run vorbereitet zu sein. Zudem stellte er ihnen ins freie Ermessen, von den Instruktionen abzuweichen, falls sich daraus ein Vorteil ergeben sollte. Einen Angriffsbefehl erteilte Pope nicht. Das Gros der konföderierten Armee unter Generalmajor James Longstreet wähnte er irrtümlich noch 36 bis 48 Stunden entfernt.
McDowell nutzte den Handlungsspielraum und ließ kehrtmachen. Es war seine Absicht, zur Hauptstreitmacht zu stoßen, um die Lücke zu Porters Korps zu schließen. Obwohl McDowell über das Herannahen von Longstreets Korps unterrichtet war, versäumte er es, diese wichtige Information unverzüglich an Pope weiterzuleiten. Porter wartete ab, weil Einheiten aus Longstreets Korps sich ihm vorgelegt hatten. Während Pope seine Truppen gegen Jacksons Stellungen anrennen ließ, wartete er ungeduldig auf einen Angriff Porters, den er nur in seiner Fantasie angeordnet hatte. Als der über Longstreets Standort ignorante Oberbefehlshaber am Spätnachmittag Porter endlich befahl, die rechte Flanke Jacksons (!) anzugreifen, konnte dieser den Befehl nicht ausführen, weil die taktisch unveränderte Lage gegen einen solchen Angriff sprach und es dafür bereits zu spät war.
In der Nacht nahm Jackson einige Brigaden zurück, um einen einheitlichen Frontverlauf zu erreichen. Pope wertete diese Bewegung als den Beginn des Ausweichens der Konföderierten, obwohl er mittlerweile wusste, dass die Nord-Virginia-Armee vollständig auf dem Schlachtfeld versammelt war. Noch in der Nacht hatte Pope Porters isoliertes Korps an sich gezogen. Er befahl Porter den Angriff als Beginn der Verfolgung der Nord-Virginia-Armee. Warnungen über die Präsenz starker konföderierter Kräfte zu seiner Linken schlug Pope in den Wind. Der Angriff kam nur langsam vorwärts und wurde kurz vor dem Einbruch in die Stellungen Jacksons entlang der unfertigen Eisenbahntrasse durch die flankierend eingesetzte Artillerie Longstreets abgewehrt. Gleichzeitig griff Longstreet mit fünf Divisionen die rechte Flanke Popes an.
In einem erbittert geführten Verzögerungsgefecht gelang es Pope zunächst, die Virginia-Armee geordnet bis an den Bull Run ausweichen zu lassen. In der Nacht wich Pope entgegen seinen großspurigen Ankündigungen in einem Zuge bis nach Washington aus. Am 1. September gelang es zwei Divisionen Popes, einen erneuten Umgehungsversuch Jacksons bei Chantilly – 20 Meilen von Washington entfernt – zu verhindern.
Den Grund für die Niederlage suchte Pope bei seinen Untergebenen – in erster Linie machte er Porter wegen Ungehorsams dafür verantwortlich. Pope machte sich bei der Armee nicht populärer, als er ein Kriegsgerichtsverfahren gegen Porter einleitete. Porter wurde für schuldig befunden und unehrenhaft entlassen, jedoch wurde das Urteil 1886 wieder aufgehoben.
Pope konnte die Verurteilung Porters jedoch nicht mehr als Oberbefehlshaber der Virginia-Armee erleben. Bereits vor Beginn des Prozesses wurde er am 2. September 1862 de facto seines Kommandos enthoben und die Virginia-Armee zehn Tage später in die Potomac-Armee eingegliedert.

### Zweite Verwendung auf dem Kriegsschauplatz Trans-Mississippi
Um einer offiziellen Amtsenthebung zuvorzukommen, bat Pope am 3. September um seine Entlassung, der die Regierung nach seinem Bericht vom 27. Januar 1863 nur widerstrebend zustimmte, und wurde am 6. September zum Befehlshaber im Wehrbereich Nordwest ernannt. Der Wehrbereich umfasste die Bundesstaaten Iowa, Wisconsin, Minnesota und das Nebraska- und das Dakota-Territorium. Nach seinem Eintreffen am 16. September übernahm er in Saint Paul, Minnesota das Kommando. Sein Auftrag lautete, die Feindseligkeiten der Indianer zu beenden und die Sicherheit der dort lebenden Menschen wiederherzustellen. Der Kriegsminister sagte Pope jegliche Unterstützung bei allen dazu notwendigen Maßnahmen zu.
Pope beklagte sich nach der Übernahme des Kommandos am 22. September beim Kriegsminister, er wolle zwar handeln, verfüge aber über keine Truppen und forderte gleichzeitig Versorgungs- und Nachschuboffiziere sowie Versorgungsgüter an. Die Antwort Hallecks darauf zeigte deutlich die Einschätzung der Bedeutung Popes Kommandos für die Gesamtkriegsführung: Die Forderungen überträfen alle Erwartungen – Das Heer könne die Forderungen nicht erfüllen, ohne aus der kämpfenden Truppe Offiziere und Material abzuziehen. Halleck erschien eine so große Anzahl Truppen für eine Expedition gegen die Indianer als nicht notwendig. Diese Einschätzung der Bedeutung der Aufgabe Popes setzte sich mit dem Befehl Hallecks vom 15. Oktober fort, mit dem alle Truppen des Wehrbereichs, soweit nicht ausdrücklich woanders eingesetzt, nach Memphis beordert wurden. Gleichzeitig wurde das Nebraska-Territorium aus dem Wehrbereich Nordwest herausgelöst. Mit der Zusage, die Regimenter noch vor Beginn der Frostperiode nach Helena, Arkansas in Marsch zu setzen, fragte Pope nach, wann er denn abgelöst werde – Das müsse wegen der Unpassierbarkeit der Flüsse schnell geschehen, sonst müsse er dort überwintern. Halleck antwortete darauf, der Präsident sei gedrängt worden, einen Kongressabgeordneten mit der Führung des Wehrbereichs zu beauftragen, er setze sich jedoch weiter für den Verbleib Popes auf dem Dienstposten ein. Pope wurde vom 28. November 1862 bis 13. Februar 1863 abberufen und durch Brigadegeneral Washington L. Elliot vertreten.
Tatsächlich hatte Pope im Oktober 2.740 Soldaten zur Verfügung, von denen 1.600 unter dem Kommando Oberst Sibleys an der Strafexpedition gegen die Sioux teilnahmen. Pope meldete bereits am 9. Oktober den Feldzug gegen die Sioux als erfolgreich beendet. Das Eigentum der Indianer habe er zerstören lassen und die 30 Rädelsführer seien zur Abschreckung zu hängen. Allerdings hielt er es für notwendig, die Siedler auch während des Winters mit Truppen zu schützen und im Frühjahr die Sioux erneut zu befrieden. Die Notwendigkeit der Hinrichtung von weiteren 300 Indianern begründete Pope am 11. November in einem Brief an den Präsidenten. Schließlich wurden am 26. Dezember 1862 38 Indianer gehängt.
Unmittelbar nach seiner Rückkehr begann Pope mit den Vorbereitungen für einen erneuten Feldzug gegen die Sioux. Dieser begann unter der Führung von Brigadegeneral Sibley am 16. Juni und dauerte bis zum 13. September 1863. Dabei lag das besondere Augenmerk der Regierung in Washington auf dem Verbot, die Grenze nach Kanada auch in der Verfolgung fliehender Indianer nicht ohne ausdrückliche Genehmigung zu überschreiten. Pope zeigte sich dabei nicht als Freund der Indianer – selbst befriedete Indianer zur Unterstützung seiner Truppen zu bewaffnen, lehnte er mit der Begründung ab, jetzt Indianer zu bewaffnen hieße, später ausgebildete Gegner zu haben. Andererseits lag er ständig im Kampf mit der Indianerverwaltung, der er Misswirtschaft und Bereicherung auf Kosten der Indianer vorwarf und beschuldigte, für die Übergriffe der Indianer verantwortlich zu sein.
Am 30. Januar 1865 wurde er zum Kommandeur der Militärdivision Missouri ernannt und am 13. März 1865 für seinen Sieg an der Insel Nr. 10 zum Brevet-Generalmajor der regulären Armee befördert. Aus der Freiwilligenorganisation des Heeres wurde Pope ehrenhaft am 1. September 1866 entlassen und führte danach den regulären Dienstgrad Brigadegeneral.

## Nach dem Sezessionskrieg
Pope wurde am 11. März 1867 zum Befehlshaber des 3. Militärbezirks (Georgia, Alabama und Florida) der Reconstruction mit Sitz in Atlanta, Georgia ernannt. In dieser Eigenschaft ordnete er u. a. an, dass Afroamerikaner als Geschworene auftreten durften. Am 28. Dezember 1867 wurde er durch General George G. Meade abgelöst. Sein neues Kommando als Befehlshaber des Wehrbereichs Große Seen trat Pope am 1. Februar 1868 an und führte diesen bis zum 8. Mai 1870. Zurück in den Westen versetzt, kommandierte er von 1870 bis 1883 den Wehrbereich Missouri mit Hauptquartier in Fort Leavenworth, Kansas. Als er verlauten ließ, dass die Indianerreservate vom Militär besser verwaltet werden könnten als von dem korrupten Indian Bureau, schuf er sich politische Feinde. Weitere Unruhe brachte sein Aufruf, die Indianer besser und menschlicher zu behandeln.
John Pope wurde am 26. Oktober 1882 zum Generalmajor befördert und übernahm 1883 das Kommando des Territorialkommandos Pazifik. Er trat an seinem 64. Geburtstag in den Ruhestand und starb in einem Veteranenheim nahe Sandusky, Ohio. Sein Grab befindet sich im Bellefontaine Cemetery in St. Louis, Missouri.